# Хималайски сеносъбирач
 Тази статия е за вида O. himalayana.  За O. roylei вижте Индийски сеносъбирач.  
Хималайски сеносъбирач (Ochotona himalayana) е зайцевиден бозайник от род Сеносъбирачи обитаващ високопланинските райони на Тибет и Непал.

## Разпространение и местообитания
Хималайските сеносъбирачи обитават района югоизточен Тибет в гранични райони. Вероятно е разпространен и в североизточната част на Непал. Обитават планините на надморска височина 2400 – 4200 метра.

## Описание
Общата дължина на този вид е 14 - 18,6 cm.

## Начин на живот
Активни са основно сутрин в часовете между 8 и 9.

## Хранене
Хималайските сеносъбирачи са изключително растителноядни.

## Размножаване
Раждат по два пъти от три до четири малки.